# Chiesa di San Lorenzo Martire (Gello)
La chiesa di San Lorenzo Martire si trova a Gello, frazione del comune di Montecatini Val di Cecina, in provincia di Pisa, diocesi di Volterra.
Gello è un castello di modeste dimensioni e fu un piccolo Comune della Repubblica volterrana con un suo notaio e un suo giudice.
Di impianto romanico, pur essendo una piccola parrocchia, la chiesa è importante per la vastità del distretto territoriale di sua competenza.
Da essa dipendevano almeno quattro cappelle succursali, sia monastiche che gentilizie.
- La cappella di Santa Lucia è la più grande: al suo interno si trovavano tre altari dedicati a santa Lucia, a san Jacopo e alla MAdonna delle Grazie: da qui nel 1279 i monaci agostiniani, ai quali la cappella apparteneva, i mossero per fondare in città il proprio convento.
- L'oratorio di San Pietro del Sale, il cui titolo per esteso era "Abbazia di San Pietro del Sale di Gello", oppure "al Salio", o anche "Sarium", non è più esistente. In origine fu un'abbazia benedettina, per poi passare ai vallombrosani, viene ricordata in due documenti del XII secolo.